# Gomorra (bok)
Gomorra är en bok från 2006 av Roberto Saviano. Boken handlar om Camorran, maffian i Neapel. Den är berättad utifrån författarens egna erfarenheter och kunskaper.

## Om boken
Med sin Vespa-scooter reste Roberto Saviano runt i Neapel-området och samlade information, som han sedan använde till att skriva boken Gomorra. Boken är skriven i både faktaform och berättarform. En stor del av innehållet baseras på intervjuer av människor Saviano träffat, som på ett eller annat vis arbetar för Camorran, men mycket bygger också på hans egna erfarenheter.

## Mottagande och efterspel
Boken har sålts i nästan två miljoner exemplar i hemlandet Italien samt översatts och publicerats i fler än 50 länder, däribland Sverige. Den svenska översättningen gavs ut 2007.
Författaren har sedan boken gavs ut 2006 befunnit sig under dödshot från Camorran och lever sedan dess gömd med polisskydd dygnet runt – något som uppmärksammats av sex Nobelpristagare i litteratur, vilka gjort ett gemensamt uttalande till stöd för Saviano och rätten till yttrandefrihet som sådan.

## Filmatisering
Boken har också filmatiserats, i regi av Matteo Garrone, och hade premiär 2008. I januari 2009 gick filmen upp på svenska biografer.